# Ministère de la Communication (Algérie)
Le ministère de la Communication en Algérie est un ministère du gouvernement algérien chargé de la gestion de la communication publique et de la régulation des médias dans le pays.